# Kirchberg am Walde
Kirchberg am Walde là một thị trấn ở huyện Gmünd trong bang Niederösterreich, ở nước Áo. Đô thị này có diện tích 37,78 km², dân số năm 2001 là 1773 người.